# 上海音乐出版社

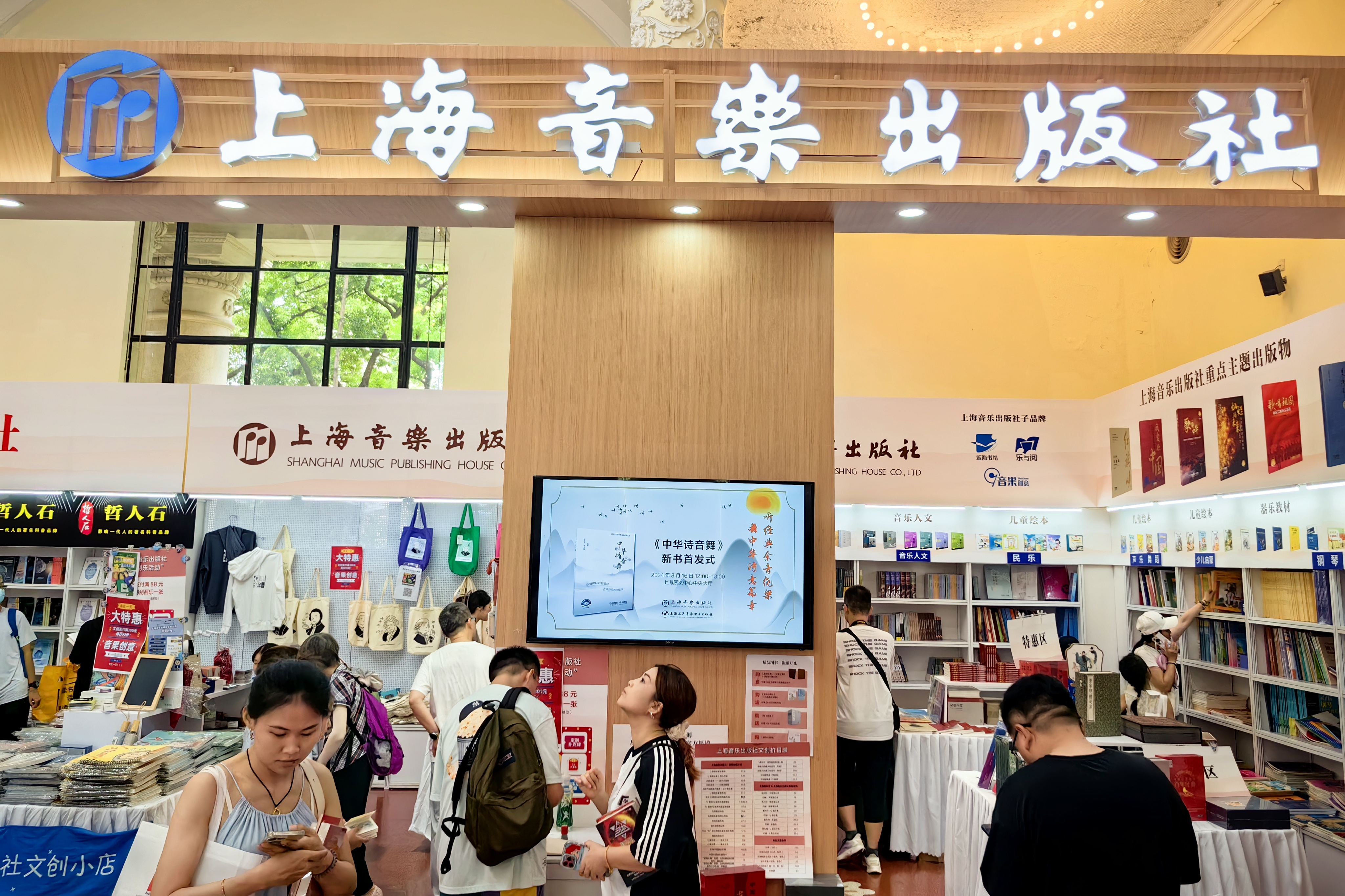
2024年上海书展上海音乐出版社展位

上海音乐出版社是中華人民共和國上海市的一家音樂出版社，負責出版與音樂、舞蹈等有關的作品，成立于1956年。1958年與新文藝出版社、上海文化出版社合併為上海文藝出版社。1987年，上海音樂出版社恢復。2011年6月開始，上海音乐出版社成為上海世纪出版（集团）有限公司下屬出版社。

## 外部連結
- 官方网站